# Раб, Фёдор Петрович
Раб Фёдор Петрович (1911—1980) — бригадир навалоотбойщиков шахты им. Ярославского, г. Ленинск-Кузнецкий, Герой Социалистического Труда.

## Биография
Родился в 1911 году в селе Благовещенское ныне Донецкой области Украины в крестьянской семье. Трудовую деятельность начал в 1929 году. В 1936 году пришёл на шахту имени Ярославского, где проработал всю жизнь.
12 лет непрерывно проработал навалоотбойщиком. Упорно трудился в период Великой Отечественной войны, уходя из забоя лишь тогда, когда задание выполнял на 150—200 %. Когда в Кузбассе развернулось социалистическое соревнование по профессиям, одним из первых включился в него. В 1946 году грузил в среднем 301 тонну угля ежемесячно, в 1948 году довел среднемесячную выработку почти до 400 тонн.

### Трудовой подвиг
Указом Президиума Верховного Совета СССР от 28 августа 1948 года за выдающиеся успехи в деле увеличения добычи угля, восстановления и строительства угольных шахт и внедрения передовых методов работы, обеспечивших значительный рост производительности труда Раб Фёдору Петровичу присвоено звание Героя Социалистического Труда с вручением ордена Ленина и золотой медали «Серп и Молот».
В последующие годы продолжал работать на шахте имени Ярославского.
Жил в городе Ленинск-Кузнецкий Кемеровской области. Умер в 1980 году. Почётный шахтёр (1948). Делегат 23-го съезда КПСС (1966 год).

## Награды
Награждён орденом Ленина (28.08.1948), орденом Трудового Красного Знамени, медалями «За трудовую доблесть» и «За доблестный труд в Великой Отечественной войне 1941—1945
гг.», значком «Отличник социалистического соревнования» (1944).